# Els Invàlids

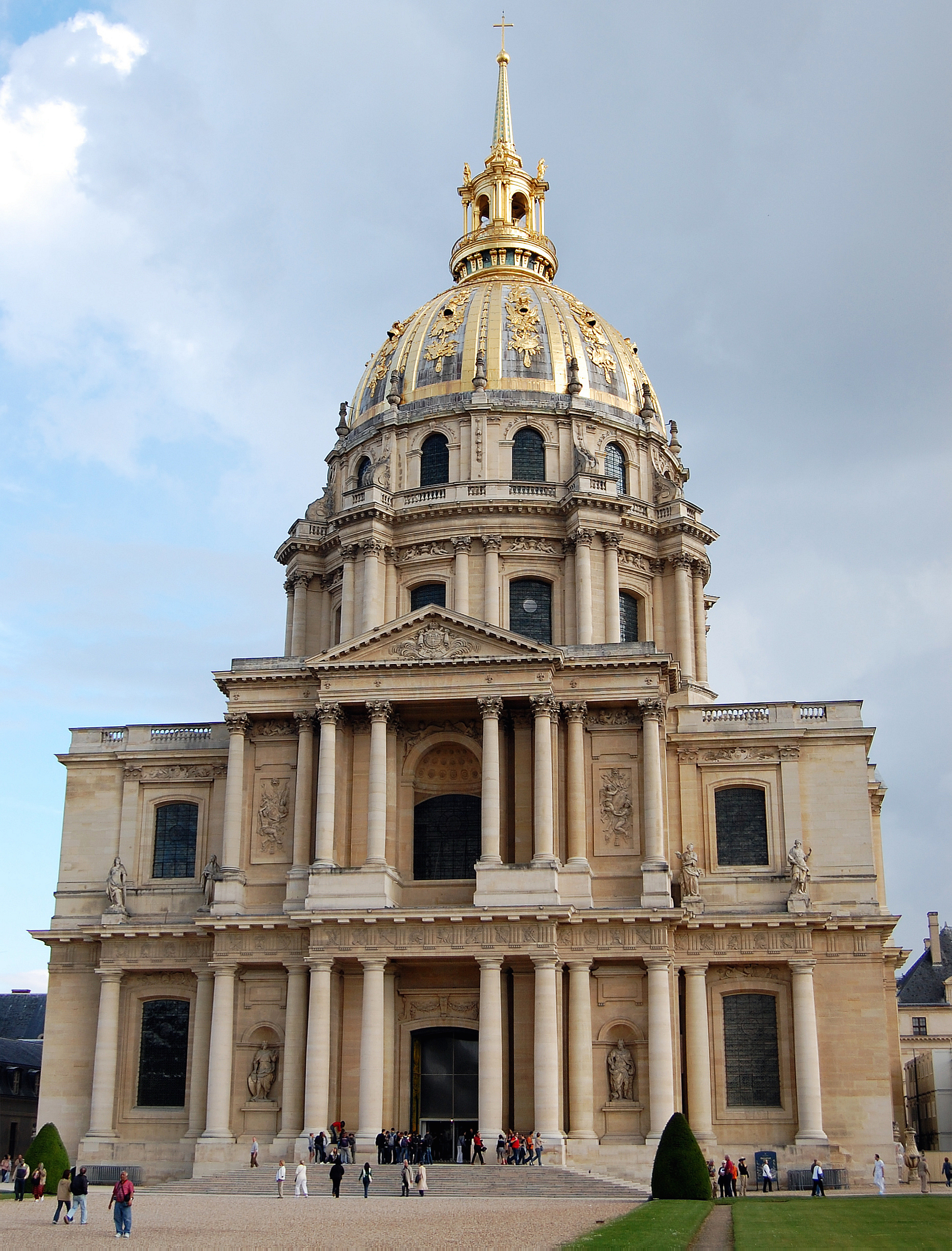
Església i cúpula del «Hôtel des Invalides».

El Palau Nacional dels Invàlids (en francès Hôtel National des Invalides) és un imponent complex arquitectònic francès del segle xvii (1671-1676), situat al setè districte de París, a 400 metres de l'Escola Militar. Creat originàriament com a residència reial per a soldats i militars francesos retirats, invàlids o gent gran, avui hi ha diverses instal·lacions museístiques i religioses, així com diferents serveis i dependències per a antics combatents.

## Història
El complex dels Invàlids respon a la voluntat del rei Lluís XIV de França, que en va ordenar la construcció el 24 de febrer de 1670, amb la intenció que les instal·lacions oferissin refugi als veterans invàlids de guerra que quedaven sense llar. Els plàns són de Libéral Bruant, i l'arquitecte Jules Hardouin-Mansart va supervisar les obres. Els edificis principals es van construir entre el març de 1671 i el febrer de 1674, el conjunt va ser operatiu i va començar a albergar antics soldats a partir del novembre d'aquell any. L'església, en canvi, només va ser completada l'agost de 1706, després de trenta anys d'obres.
El 1840, les restes de Napoleó Bonaparte van ser traslladades de l'illa de Santa Helena a París, per iniciativa del rei Lluís Felip I de França i Adolphe Thiers, i dipositats als Invàlids. Des de 1940, el mausoleu imperial conté també les restes del seu fill Napoleó II, cessió d'Adolf Hitler al Govern de Vichy. També s'hi conserven les restes del germà de Napoleó Josep I d'Espanya, així com els de diversos mariscals, entre ells Lyautey, Foch i Leclerc.

## Arquitectura

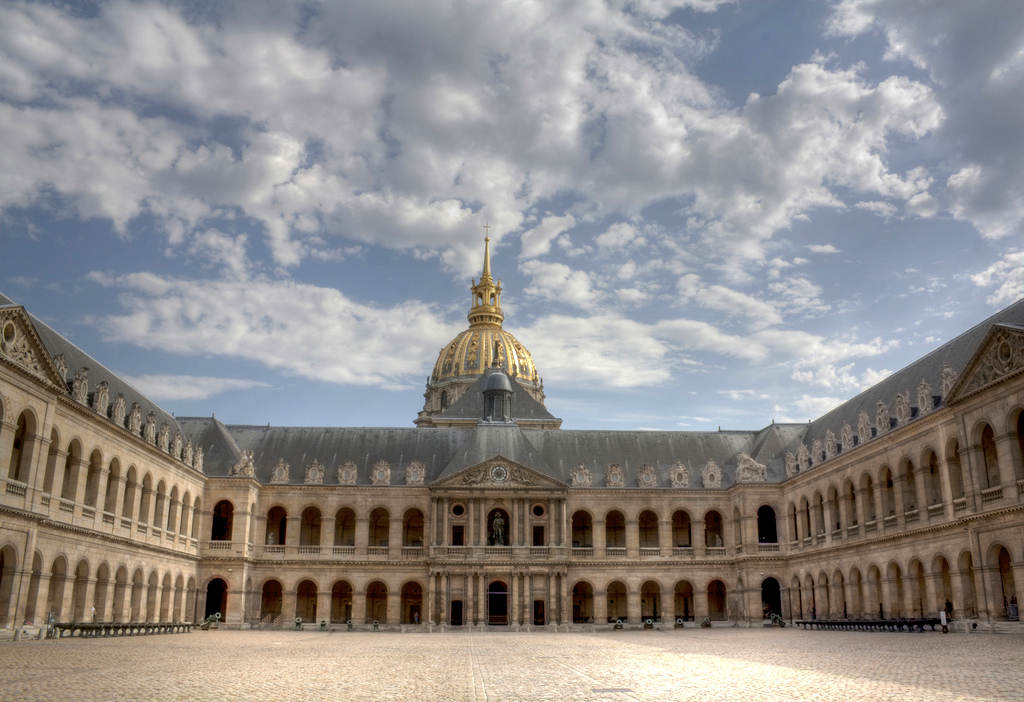
Vista del pati interior (Cour d'Honneur) dels Invàlids.

El conjunt arquitectònic destaca per la cúpula daurada (conegut en francès com «le dôme») de la capella de Sant Lluís, que Lluís XIV va fer construir per a ús privat del rei i com a mausoleu real, encara que posteriorment no s'hi van a allotjar les restes de cap rei de França.

## Institucions
El complex dels Invàlids alberga diferents institucions i serveis:

### Museus i monuments nacionals
- Museu de l'Exèrcit (Musée de l'Armée).

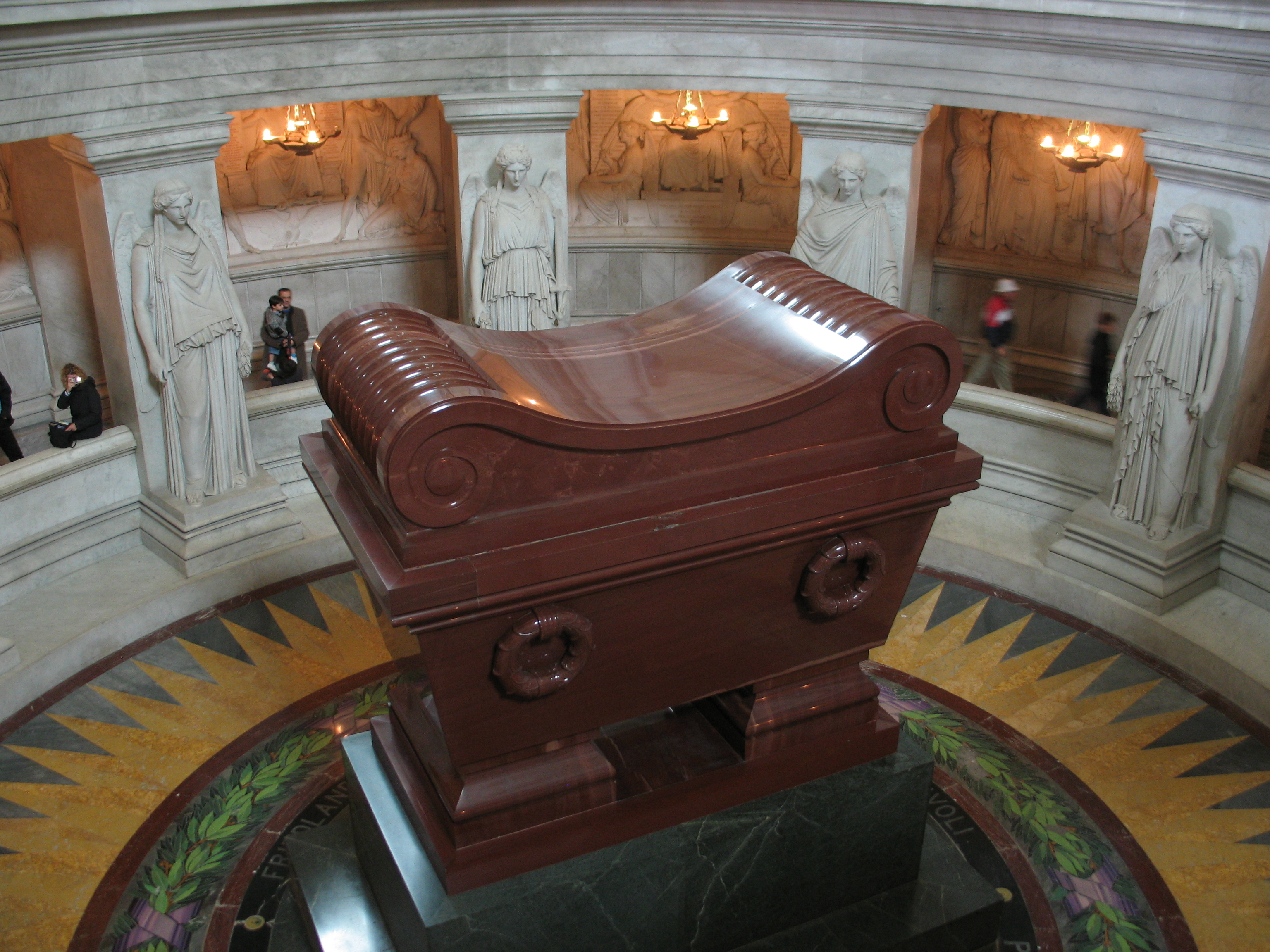
El sarcòfag de Napoleó Bonaparte.

  - Mausoleu de Napoleó. El mausoleu està organitzat al voltant de les restes mortals de l'emperador Napoleó I, situats al centre d'una cripta circular al voltant de la qual es glossen les gestes i els èxits del seu regnat. En la mateixa cripta, tot i que en llocs menys exposats, estan enterrats també els generals Duroc, Bertrand i Lasalle. Al pis superior a la cripta, des del qual es pot observar el sepulcre imperial, estan exposats també els sarcòfags de Josep I d'Espanya i Jerôme Bonaparte, germans de Napoleó; Napoleó II, fill de Napoleó, i els mariscals Foch i Lyautey, en diferents compartiments laterals.
  - Memorial de Charles de Gaulle.
- Museu de l'Ordre de l'Alliberament (Musée de l'Ordre de la Libération).
- Museu de Plànols i Relleus (Musée de Plans et Reliefs).

### Temples religiosos

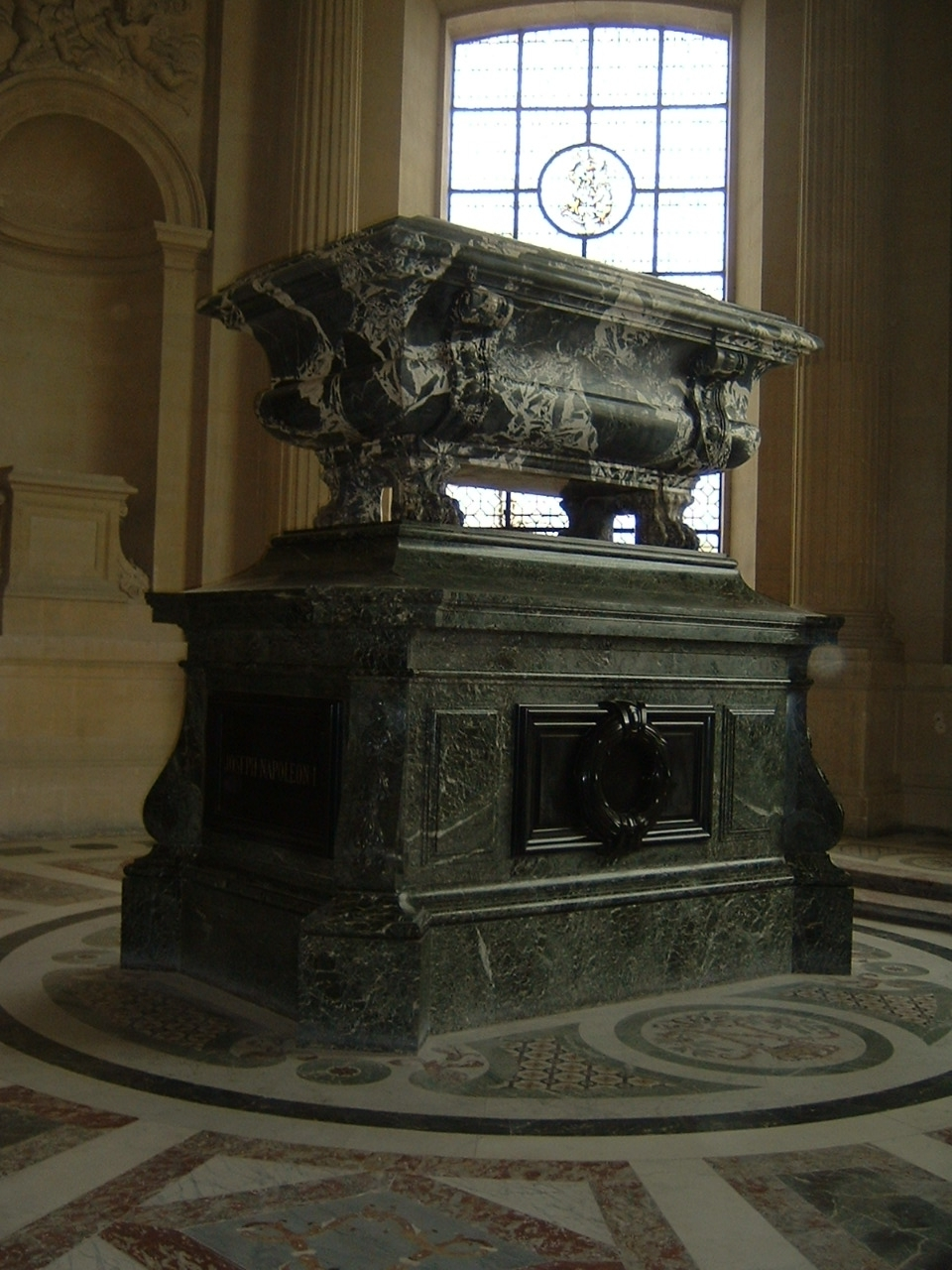
El sarcòfag de Josep Bonaparte.

Com ja s'ha esmentat, l'església dels Invàlids va ser construïda amb posterioritat als edificis principals, a causa de la insatisfacció del rei Lluís XIV amb la primera proposta presentada per l'arquitecte Libéral Bruant. Lluís XIV desitjava una construcció que permetés l'assistència a la mateixa missa dels soldats i del mateix rei, però sense que el sobirà hagués de barrejar-se amb els soldats. Finalment, Jules Hardouin-Mansart va donar solució al problema dividint el projecte original de temple en dues esglésies separades, encara que dotades de continuïtat arquitectònica: l'església Saint-Louis-des-Invalides, anomenada «església dels soldats», i l'església de la Cúpula (Église du Dôme), per a la pregària del monarca i la reialesa.

### Serveis a antics combatents
- Direcció General de l'Oficina Nacional d'Antics Combatents i Víctimes de Guerra (Office Nationale d'Anciens Combatants et Víctimes de la Guerra, ONAC) del Ministeri francès de Defensa.
- Hospital militar Hôpital des Invalides.

## Accés
- Per Metro: estacions Varenne (línia 13), La Tour Maubourg (línia 8), i École Militaire (línia 8).
- Per RER C: Invalides.